# فيركرست
فيركرست (واشنطن) (بالإنجليزية: Fircrest, Washington)‏ هي مدينة تقع في الولايات المتحدة في مقاطعة بيرسي، واشنطن. يقدر عدد سكانها بـ 6,497 نسمة ومساحتها 4.09 كم2 وترتفع عن سطح البحر 84 متر.

## التركيبة السكانية
قام مكتب تعداد الولايات المتحدة بتحديد بيانات التركيبة السكانية لفيركرستفي تعداد الولايات المتحدة. في ما يلي، التركيبة السكانية حسب تعدادي 2000 و2010.

### تعداد عام 2000
بلغ عدد سكان فيركرست 5,868 نسمة بحسب تعداد عام 2000، وبلغ عدد الأسر 2,505 أسرة وعدد العائلات 1,673 عائلة مقيمة في المدينة.
وتوزع التركيب العرقي للمدينة بنسبة 87.46% من البيض و 0.56% من الأمريكيين الأصليين و 2.69% من الأمريكيين ذوي الأصول الآسيوية و 0.51% من سكان جزر المحيط الهادئ و 5.20% من الأمريكيين الأفارقة و 3.12% من عرقين مختلطين أو أكثر.
```
وبلغت نسبة 
الأزواج
 القاطنين مع بعضهم البعض 53.4% من أصل المجموع الكلي للأسر، ونسبة 10.7% من الأسر كان لديها معيلات من الإناث دون وجود شريك، وكانت نسبة 33.2% من غير العائلات. تألفت نسبة 28.5% من أصل جميع الأسر من أفراد ونسبة 13.3% كانوا يعيش معهم شخص وحيد يبلغ من العمر 65 عاماً فما فوق. وبلغ متوسط حجم الأسرة المعيشية 2.85، أما متوسط حجم العائلات فبلغ 2.34.
```

بلغ العمر الوسطي للسكان 42 عاماً. وكانت نسبة 23.1% من القاطنين تحت سن الثامنة عشر، وكانت نسبة 5.5% بين الثامنة عشر والأربعة وعشرون عاماً، ونسبة 26.3% كانت واقعةً في الفئة العمرية ما بين الخامسة والعشرون حتى والأربعة وأربعون عاماً، ونسبة 24.7% كانت ما بين الخامسة والأربعون حتى الرابعة والستون، ونسبة 20.4% كانت ضمن فئة الخامسة والستون عاماً فما فوق. يوجد لكل 100 أنثى 88.3 ذكر، ويوجد لكل 100 أنثى في الثامنة عشر من عمرها فما فوق 83.8 ذكر.
بلغ متوسط دخل الأسرة في المدينة 54,912 دولار، أما متوسط دخل العائلة فبلغ 61,611 دولار. وكان متوسط دخل الذكور 46,611 دولار مقابل 32,232 دولار للإناث. وسجل دخل الفرد الخاص بالمدينة 27,244 دولار.

### تعداد عام 2010
بلغ عدد سكان فيركرست 6,497 نسمة بحسب تعداد عام 2010، وبلغ عدد الأسر 2,705 أسرة وعدد العائلات 1,773 عائلة مقيمة في المدينة. في حين سجلت الكثافة السكانية 4,112.0 نسمة لكل ميل مربع (1,587.7/كم2). وبلغ عدد الوحدات السكنية 2,847 وحدة بمتوسط كثافة قدره 1,801.9 لكل ميل مربع (695.7/كم2).
وتوزع التركيب العرقي للمدينة بنسبة 78.9% من البيض و 0.7% من الأمريكيين الأصليين و 5.1% من الأمريكيين ذوي الأصول الآسيوية و 0.5% من سكان جزر المحيط الهادئ و 7.0% من الأمريكيين الأفارقة و 7.0% من عرقين مختلطين أو أكثر.
بلغ عدد الأسر 2,705 أسرة كانت نسبة 31.2% منها لديها أطفال تحت سن الثامنة عشر تعيش معهم، وبلغت نسبة الأزواج القاطنين مع بعضهم البعض 48.2% من أصل المجموع الكلي للأسر، ونسبة 13.3% من الأسر كان لديها معيلات من الإناث دون وجود شريك، بينما كانت نسبة 4.0% من الأسر لديها معيلون من الذكور دون وجود شريكة وكانت نسبة 34.5% من غير العائلات. تألفت نسبة 28.7% من أصل جميع الأسر من أفراد ونسبة 13.6% كانوا يعيش معهم شخص وحيد يبلغ من العمر 65 عاماً فما فوق. وبلغ متوسط حجم الأسرة المعيشية 2.93، أما متوسط حجم العائلات فبلغ 2.39.
بلغ العمر الوسطي للسكان 41.2 عاماً. وكانت نسبة 23.3% من القاطنين تحت سن الثامنة عشر، وكانت نسبة 7% بين الثامنة عشر والأربعة وعشرون عاماً، ونسبة 24.8% كانت واقعةً في الفئة العمرية ما بين الخامسة والعشرون حتى والأربعة وأربعون عاماً، ونسبة 27.5% كانت ما بين الخامسة والأربعون حتى الرابعة والستون، ونسبة 17.3% كانت ضمن فئة الخامسة والستون عاماً فما فوق. وتوزع التركيب الجنسي للسكان بنسبة 46.1% ذكور و53.9% إناث.